# イジット
イジットは、日本たばこ産業（JT）から販売されていたたばこの銘柄の一つ。
この製品は福島・茨城・栃木県の3県のみのテスト販売であった。販売開始時は300円だったが2006年7月の増税で320円での販売となった。
JT製のマールボロ・ライトをベースにしたと言われているが、実際には似ても似つかない、印象の薄い喫味で、かなり不評だった（煙草データベース）。

## 製品一覧

### 販売終了製品
※データは販売終了時点のもの